# Karl Ausch
Karl Ausch (* 8. Dezember 1893 in Wien, Österreich-Ungarn; † 20. Juni 1976 ebenda) war ein österreichischer Nationalökonom, Journalist und Funktionär der Sozialdemokratischen Arbeiterpartei (SDAP) bzw. der Sozialistischen Partei Österreichs (SPÖ).

## Leben
Von 1927 bis 1934 war Ausch als Redakteur bei der sozialdemokratischen Boulevardzeitung Das Kleine Blatt tätig. Als Jude sah er sich 1937 zur Emigration gezwungen und ging nach London, wo er von 1941 bis 1946 als beratendes Mitglied im London Büro, einer Zweigstelle der Auslandsvertretung der österreichischen Sozialisten, tätig war. Nach seiner Rückkehr im Jahr 1946 war er bis 1959 als profunder Kenner der Ökonomie Wirtschaftsredakteur der Arbeiter-Zeitung, des Parteiblattes der SPÖ tätig. Später wurde er auch Chefredakteur des als Wochenzeitung wiedergegründeten Kleinen Blatts. Er schrieb mehr als 1000 Leitartikel, die im Buch Erlebte Wirtschaftsgeschichte zusammengefasst wurden. Sein Buch Als die Banken fielen gilt als ein Standardwerk der österreichischen Wirtschaftsgeschichte.
Ab 1952 war er Mitglied des Generalrates der Österreichischen Nationalbank, von 1960 bis 1963 war er überdies im Vorstand der Girozentrale der österreichischen Sparkassen tätig.
Er wurde am Hietzinger Friedhof bestattet.

## Auszeichnungen
- 1964: Preis der Stadt Wien für Publizistik

## Schriften (Auswahl)
- Die neue Wirtschaft im neuen Österreich, Wien 1945
- Der Außenhandel in der wirtschaftlichen Entwicklung Österreichs, Wien 1948
- Erlebte Wirtschaftsgeschichte. Österreichs Wirtschaft seit 1945, Wien 1963
- Licht und Irrlicht des österreichischen Wirtschaftswunders, Wien 1965
- Der Weg ins Heute – zwanzig Jahre Zweite Republik, Wien 1965
- Als die Banken fielen. Zur Soziologie der politischen Korruption, Wien 1968 (Neuausgabe hg. von Alexander Emanuely und Brigitte Lehmamm. Mit einem Vorwort von Ferdinand Lacina. Theodor Kramer Gesellschaft, Wien 2012, ISBN 978-3-901602-51-1)